# Journal of Ocular Pharmacology and Therapeutics
Das Journal of Ocular Pharmacology and Therapeutics, abgekürzt J. Ocular Pharmacol. Ther., ist eine wissenschaftliche Fachzeitschrift, die vom Mary Ann Liebert-Verlag veröffentlicht wird. Die Zeitschrift wurde 1985 unter dem Namen Journal of Ocular Pharmacology gegründet. Im Jahr 1995 wurde der Name in Journal of Ocular Pharmacology and Therapeutics geändert. Die Zeitschrift ist ein offizielles Publikationsorgan der Association for Ocular Pharmacology and Therapeutics und erscheint mit sechs Ausgaben im Jahr. Es werden Arbeiten veröffentlicht, die sich mit dem Einsatz von Biopharmazeutika in der Augenheilkunde beschäftigen.
Der Impact Factor lag im Jahr 2014 bei 1,47. Nach der Statistik des ISI Web of Knowledge wird das Journal mit diesem Impact Factor in der Kategorie Pharmakologie und Pharmazie an 184. Stelle von 254 Zeitschriften und in der Kategorie Augenheilkunde an 34. Stelle von 57 Zeitschriften geführt.